# MTB-82
MTB-82 – trolejbus produkcji radzieckiej produkowany od 1946 do 1961 roku. Pierwotnie produkowany był w Tuszyńskich zakładach mechanicznych (ros.Тушинский машиностроительный завод, transl.Tushinsky mashinostroitelniy zavod). W 1951 roku produkcję przeniesiono do Fabryki imienia Urickiego (obecnie Trolza) znajdującej się w Engelsie. Nazwą wozu jest skrót od rosyjskiego wyrażenia „Московский троллейбус” (pol. Moskiewski trolejbus). W latach 1946–1961 wyprodukowano ponad 5000 egzemplarzy. W ówczesnych czasach MTB-82 stanowił trzon taboru komunikacji trolejbusowej w ZSRR. Ostatnie liniowe MTB-82 zostały skasowane w końcu 1983 roku w Kutaisi. Zachowane egzemplarze służą przeważnie jako historyczne.
Następcą tego modelu jest trolejbus ZiU-5.

## Eksploatacja
MTB-82 był eksploatowany w ZSRR w latach 1946–1960 r. Ponieważ w tamtych czasach w ZSRR istniały tylko dwa zakłady trolejbusowe (ZAO Trolza w Engelsku i zakład w Tuszynie) pojazdy te jeździły 14 lat w ówczesnych systemach trolejbusowych. W tamtych czasach MTB-82 kursowały z przedwojennymi pojazdami marki JaTB. Nawet po wydaniu znacznej liczby ZiU-5 MTB-82 wciąż jeszcze jeździły w większości miast ZSRR. MTB- 82 był eksploatowany w Moskwie, Leningradzie, Kijowie, Mińsku, Niżnym Nowogrodzie, Krasnojarsku, Kiszyniowie, Baku, Samarze, Charkowie i licznych innych miastach ZSSR.
Po zakończeniu produkcji seryjnej MTB-82 pojazdy te jeszcze długo były używane. Gdy do miast Związku Radzieckiego dostarczono nowe ZiU-5 i ZiU-9 postanowiono wycofać przestarzałe już MTB-82. Dlatego w latach 1970–1975 MTB-82 znikały z ulic miast ZSSR, a nieliczne wozy zachowano na historyczne. W niektórych miastach Gruzji wozy te pracowały jeszcze do początku lat 80 XX wieku
MTB-82 był także eksploatowany w takich krajach jak: Bułgaria, Węgry, Rumunia, Jugosławia.

## Galeria

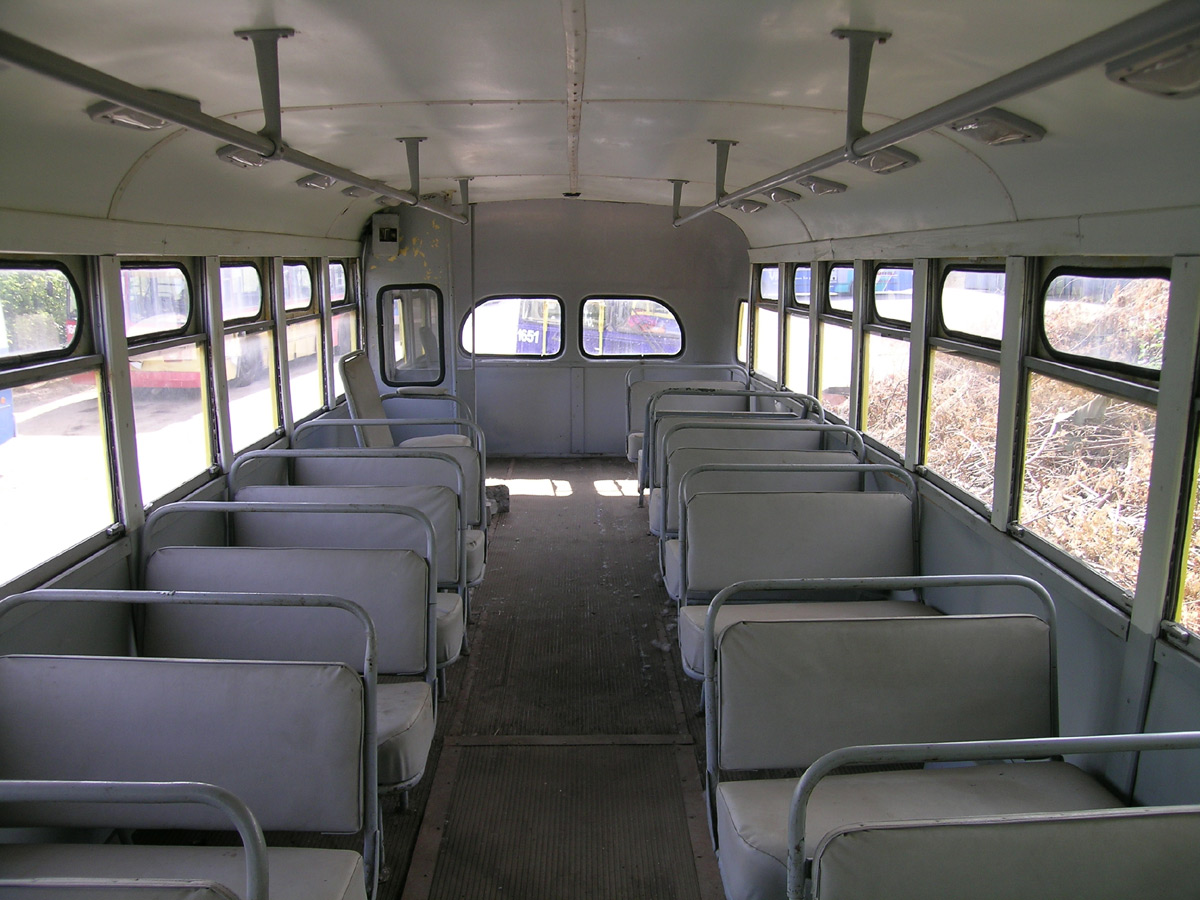
Wnętrze trolejbusu
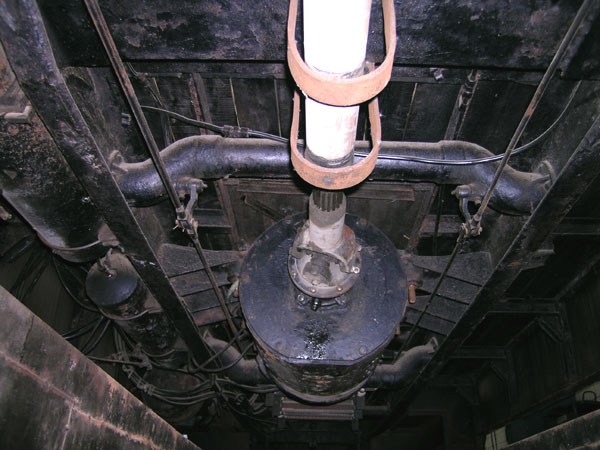
Widok na silnik
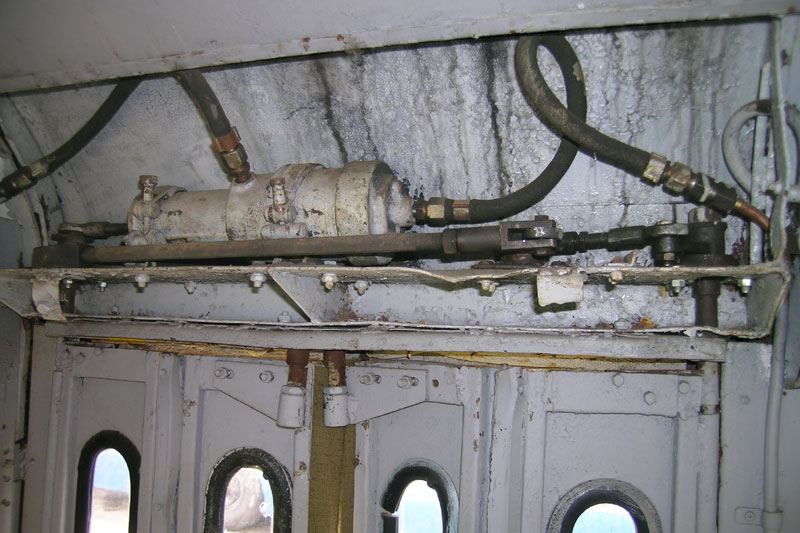
Napęd pneumatyczny drzwi
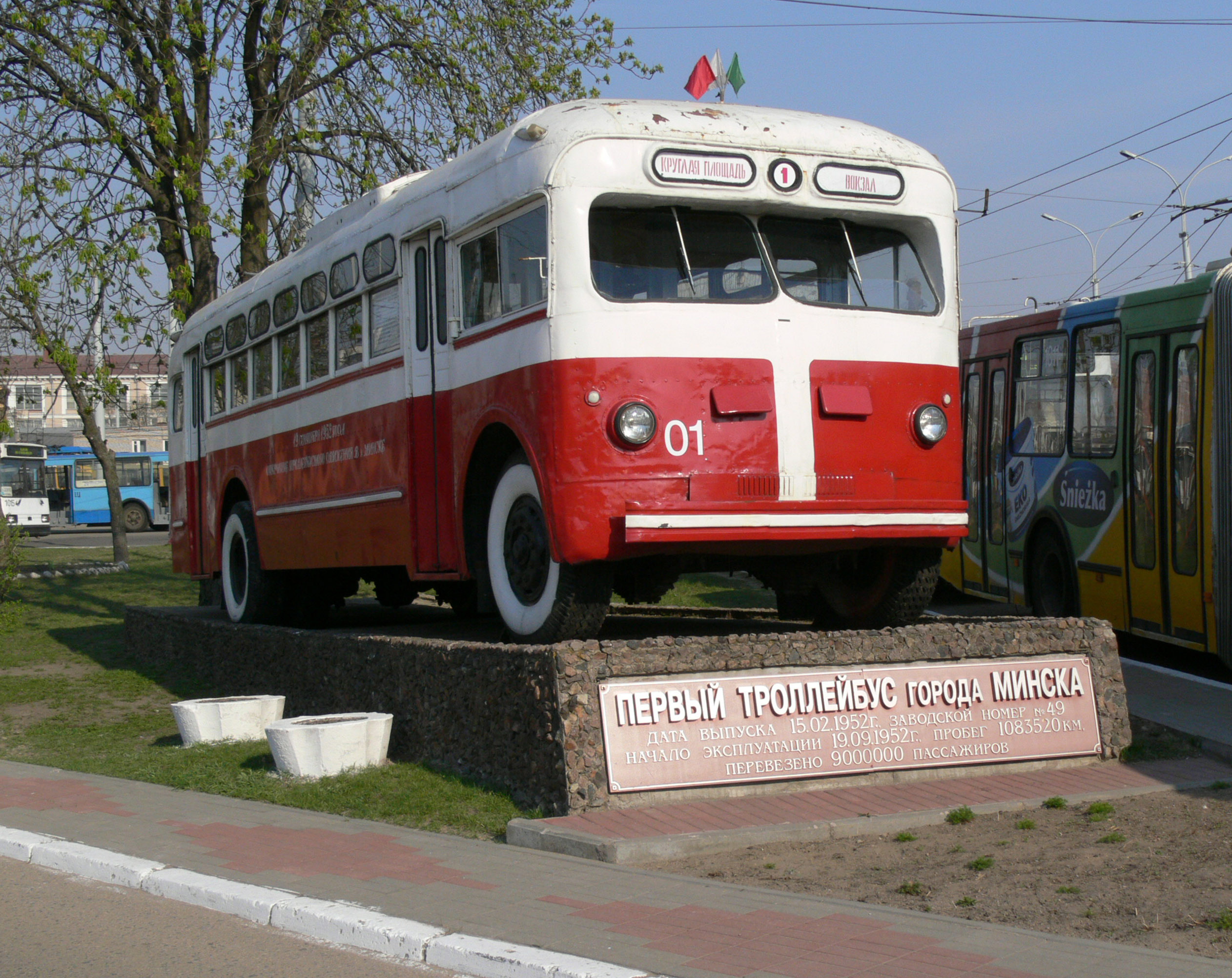
MTB-82 jako pomnik w Mińsku